# CONCACAF League 2017
Die CONCACAF League 2017 war die erste Spielzeit des Wettbewerbs für zentralamerikanische und karibische Vereinsmannschaften im Fußball. Das Turnier begann am 1. August 2017 mit dem Achtelfinale und endete mit den Finalspielen am 20. und 27. Oktober 2017.
Sieger des Wettbewerbs wurde der honduranische Verein CD Olimpia, der sich im Finale gegen Santos de Guápiles aus Costa Rica mit 4:1 im Elfmeterschießen  durchsetzen konnte und sich so für die CONCACAF Champions League 2018 qualifizierte. Torschützenkönig wurde der Honduraner Roger Rojas von CD Olimpia mit 5 Toren.

## Modus
An der CONCACAF League 2017 nahmen 16 Mannschaften aus 8 Nationen teil. Der Wettbewerb wurde im K.-o.-System ausgetragen. Angefangen vom Achtelfinale bis einschließlich des Finales wurde jede Runde mit Hin- und Rückspiel gespielt. Stand es nach beiden Spielen Unentschieden wurde die Auswärtstorregel angewendet und sollte dadurch kein Sieger ermittelt werden, kam es zum Elfmeterschießen. Eine Verlängerung wurde nicht ausgespielt.

## Teilnehmerfeld
Am 28. Oktober 2016 hatte die FIFA den guatemaltekische Fußballverband wegen politischer Einmischung der Regierung suspendiert. Dadurch wurden alle Vereine aus Guatemala von der Teilnahme an internationalen Wettbewerben ausgeschlossen. Die CONCACAF hat daraufhin jeweils einen freigewordenen Platz an die Verbände aus Honduras und Panama vergeben. Für die CONCACAF League 2017 haben sich die folgenden 16 Mannschaften qualifiziert. 
| - Costa Rica (Primera División 2016/17) - LD Alajuelense - Santos de Guápiles - Honduras (Liga Nacional 2016/17) - CD Honduras Progreso - Platense FC - CD Olimpia - Panama (Liga Panameña de Fútbol 2016/17) - CD Árabe Unido - CD Plaza Amador - Chorrillo FC |  | - El Salvador (Primera Divisíon 2016/17) - Alianza FC - CD Águila - Nicaragua (Primera División 2016/17) - Real Estelí FC - CD Walter Ferretti - Belize (Premier League of Belize 2016/17) - Belmopan Bandits |  | - Karibik (CFU Club Championship 2017) - San Juan Jabloteh - Portmore United FC - Central FC |

## Achtelfinale
Die Hinspiele fanden vom 1. bis zum 3. August 2017 statt, die Rückspiele wurden vom 8. bis zum 10. August 2017 ausgetragen.
|                    | Gesamt          |                      | Hinspiel | Rückspiel |
| ------------------ | --------------- | -------------------- | -------- | --------- |
| Santos de Guápiles | 8:3             | San Juan Jabloteh    | 6:2      | 2:1       |
| Chorrillo FC       | 2:0             | CD Honduras Progreso | 1:0      | 1:0       |
| Central FC         | 1:5             | CD Árabe Unido       | 1:2      | 0:3       |
| CD Águila          | 1:1 (4:3 i. E.) | Real Estelí FC       | 1:0      | 0:1       |
| CD Olimpia         | 3:0             | LD Alajuelense       | 2:0      | 1:0       |
| Platense FC        | 2:4             | Alianza FC           | 1:2      | 1:2       |
| Portmore United FC | 1:1 (4:5 i. E.) | CD Plaza Amador      | 1:0      | 0:1       |
| CD Walter Ferretti | 5:1             | Belmopan Bandits     | 4:1      | 1:0       |

## Viertelfinale
Die Hinspiele fanden vom 15. bis zum 17. August 2017 statt, die Rückspiele wurden vom 22. bis zum 24. August 2017 ausgetragen.
|                    | Gesamt |                    | Hinspiel | Rückspiel |
| ------------------ | ------ | ------------------ | -------- | --------- |
| Chorrillo FC       | 0:2    | Santos de Guápiles | 0:1      | 0:1       |
| CD Águila          | 1:2    | CD Árabe Unido     | 0:2      | 1:0       |
| Alianza FC         | 2:3    | CD Olimpia         | 1:0      | 1:3       |
| CD Walter Ferretti | 1:2    | CD Plaza Amador    | 0:0      | 1:2       |

## Halbfinale
Die Hinspiele fanden am 14. und 15. September 2017 statt, die Rückspiele wurden am 21. September 2017 ausgetragen.
|                 | Gesamt |                    | Hinspiel | Rückspiel |
| --------------- | ------ | ------------------ | -------- | --------- |
| CD Árabe Unido  | 0:1    | Santos de Guápiles | 0:0      | 0:1       |
| CD Plaza Amador | 2:8    | CD Olimpia         | 1:7      | 1:1       |

## Finale
Das Hinspiel fand am 20. Oktober 2017 statt, das Rückspiel wurde am 27. Oktober 2017 ausgetragen.
|            | Gesamt          |                    | Hinspiel | Rückspiel |
| ---------- | --------------- | ------------------ | -------- | --------- |
| CD Olimpia | 1:1 (4:1 i. E.) | Santos de Guápiles | 0:1      | 1:0       |